# Terra Strong Lyons
Terra Strong Lyons (* 8. Juli 1990 in Milwaukee, Wisconsin) ist eine US-amerikanische Schauspielerin und Sängerin.

## Leben
Strong Lyons besuchte die School for Creative and Performing Arts in Cincinnati, Ohio. Anschließend zog sie nach Nashville, Tennessee, wo sie von 2010 bis 2015 bei einer örtlichen Band als Sängerin tätig war. Es folgten internationale Tourneen. 2016 zog sie nach Los Angeles, Kalifornien, um sich verstärkt dem Schauspiel zu widmen.
Ihr Debüt gab sie 2011 in dem Kurzfilm Dave and Pearl. In den folgenden Jahren erhielt sie Nebenrollen in Spielfilmen und Besetzungen in weiteren Kurzfilmen. 2016 erhielt sie eine Episodenrolle in der Fernsehserie Theirbnb. 2019 verkörperte sie eine der Hauptrollen im Tierhorrorfilm Zoombies 2 – Die Rache der Tiere. 2020 verkörperte sie in einer Episode der Fernsehserie In Another Room eine Episodendoppelrolle.

## Filmografie
- 2011: Dave and Pearl (Kurzfilm)
- 2012: Blue Like Jazz
- 2014: The Identical
- 2014: Love is Alive (Kurzfilm)
- 2015: 3 Blind Boys on the Block (Kurzfilm)
- 2016: Black Majick (Kurzfilm)
- 2016: Theirbnb (Fernsehserie, Episode 1x04)
- 2016: They’re After Us (Kurzfilm)
- 2016: Mimi’s Misadventure (Kurzfilm)
- 2017: Forbidden Fruit Trailer (Kurzfilm)
- 2017: Lip-Sync Break-Up (Kurzfilm)
- 2018: The Litch
- 2018: End of the Night (Kurzfilm)
- 2018: Hidden Faces (Kurzfilm)
- 2019: Conversations in L.A. (Fernsehserie, Episode 3x02)
- 2019: Zoombies 2 – Die Rache der Tiere (Zoombies 2)
- 2019: The Twisted Nanny (Fernsehfilm)
- 2019: Naivete (Kurzfilm)
- 2020: Latasha Harlins: A Rose That Grew from Concrete (Kurzfilm)
- 2020: Harmony (Kurzfilm)
- 2020: In Another Room (Fernsehserie, Episode 1x01)
- 2020: From the Depths